# Les Essarts
Les Essarts er en kommune i Vendée departementet i Pays de la Loire regionen i det vestlige Frankrig.